# Taos Amrouche
Marie-Louise-Taos Amrouche, conhecida artisticamente como Taos Amrouche (Tunísia, 4 de março de 1913 - 2 de abril de 1976, França) foi uma escritora e cantora argelina. Em 1947, ela se tornou a primeira mulher argelina a publicar uma novela.

## Biografia
Ele nasceu em uma família de convertidos católicos romanos cabilas, a única filha em uma família de seis filhos. Sua família se mudou para a Tunísia para escapar da perseguição após sua conversão.
Sua mãe, Fadhma Aït Mansour, que era uma cantora famosa do povo cabila  teve um grande impacto em sua vida e seu estilo literário reflectiria as tradições orais do povo berber do legado de sua mãe. Amrouche recebeu sua educação primária e secundária em Tunes e, em 1935, foi a França para estudar na École Normale de Sèvres. Desde 1936, em colaboração com seu irmão mais velho, Jean Amrouche e sua mãe, Amrouche compilou e começou a interpretar as músicas do povo cabila. Em 1939, no Congrès de Chant de Fès, recebeu uma bolsa para estudar na Casa Velásquez na Espanha, onde pesquisou os laços entre o popular berber e as canções espanholas. Foi a esposa do pintor francês André Bourdil, Prix Abd-el-Tif de 1942.

## Carreira literária e musical
Seu primeiro romance autobiográfico, Jacinthe noir, foi publicado em 1947 e é uma das primeiras publicações em francês publicadas por um escritor do norte da África. Com a compilação de histórias e poemas La Grain magique em 1966, ela tomou o pseudónimo de Taos Marguerite, sendo o primeiro nome de sua mãe. Taos Amrouche compilou histórias que sua mãe lhe contava em sua infância: estas são histórias de cabila, ao lado das altas montanhas que cercam o norte do Sahara.
Ao escrever em francês, ele cantou em cabila. Seu primeiro álbum, Chants Berbères de Kabylie (1967), foi um grande sucesso e uma colecção de canções tradicionais da cabila que seu irmão Jean havia traduzido para o francês. Com uma voz excepcional, sua carreira é realizada em etapas, como o Black Art Festival em Dakar em 1966. Somente a Argélia nega-lhe as honras: ela não foi convidada para o Festival Cultural Pan-Africano de Argel em 1969. Ela também foi lá para cantar na frente dos alunos de Argel. Taos Amrouche participou da fundação da Beréber Academy em Paris em 1966. Ele gravou vários outros álbuns, incluindo Chants sauvés de l'oubli , Hommage au chant profond, Incantations, meditations et danses sacrées berbères (1974), e Chants berbères de la meule et du berceau (1975).

## Obras de literatura
- Jacinthe noire (1947) – re-impressão Joëlle Losfeld (1996), ISBN  2-909906-63-9
- La Grain magique (1966) – re-impressão de La Découverte (2000), ISBN  2-7071-2578-4
- Rue des tambourins (1969) – re-impressão Joëlle Losfeld (1996), ISBN  2-909906-62-0
- L'Amant imaginaire (1975)

## Discografia seleccionada
- Chants berbères de Kabylie (1967)
- Chants De L'Atlas (1970)
- Incantations, méditations et danses sacrées berbères (1974)
- Chants berbères de la meule et du berceau (1975)
- Au Theatre De La Ville (1977)